# Spilosoma oberthuri
Spilosoma oberthuri är en fjärilsart som beskrevs av Semper 1899. Spilosoma oberthuri ingår i släktet Spilosoma och familjen björnspinnare. Inga underarter finns listade i Catalogue of Life.